# Patrik Laine
Pour les articles homonymes, voir Laine (homonymie).
Patrik Laine (né le 19 avril 1998 à Tampere en Finlande) est un joueur professionnel finlandais de hockey sur glace. Il évolue au poste d'attaquant.

## Biographie

### Carrière de joueur
Formé au Tappara Tampere, il joue son premier match avec l'équipe première dans la Liiga le 22 septembre 2014. Il est prêté au LeKi Lempäälä dans la Mestis, le deuxième niveau national lors de la saison 2014-2015. La saison suivante, il devient titulaire au Tappara Tampere. Il inscrit trente-trois points dont dix-sept buts lors de la saison régulière. Il aide le Tappara à remporter le Kanada-malja 2016. Laine est le meilleur buteur des séries éliminatoires avec neuf buts et le quatrième pointeur avec quatorze points. Il reçoit le Trophée Jari-Kurri récompensant le meilleur joueur des séries éliminatoires.
Il est repêché par les Jets de Winnipeg au deuxième rang du repêchage d'entrée dans la LNH 2016. Il est devancé par Auston Matthews, choisi par les Maple Leafs de Toronto. Le 13 octobre 2016, il joue son premier match dans la Ligue nationale de hockey avec les Jets face aux Hurricanes de la Caroline. Il marque un but et sert une assistance lors de ce match. Le 19 octobre, il remonte avec son équipe un déficit de quatre buts inscrivant un triplé dont le but égalisateur et le but vainqueur lors d'une victoire 5-4 en prolongation face aux Maple Leafs de Toronto d'Auston Matthews.
Le 23 janvier 2021, il est échangé aux Blue Jackets de Columbus avec Jack Roslovic en retour de Pierre-Luc Dubois et d'un choix de 3e ronde en 2022. Le 22 juillet 2022, il signe un contrat de 34,8 million $ pour quatre ans avec les Blue Jackets.
Lors de son séjour à Columbus, le Finlandais est blessé plus souvent qu'à son tour. Sa dernière blessure avec les Blue Jackets, une clavicule fracturée, se produit le 14 décembre 2023 contre les Maple Leafs de Toronto. On annonce qu'il ratera six semaines de jeu. Par contre, avant son retour, il intègre le programme d'aide aux joueurs de la LNH pour des raisons de santé mentale. Il rate le reste de la saison.

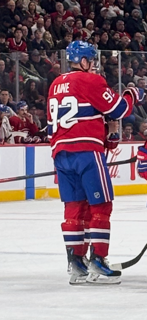
Patrik Laine portant le numéro 92 avec les Canadiens de Montréal au centre Bell.

Le 19 août 2024, il est échangé aux Canadiens de Montréal avec un choix de 2e ronde en 2026 en retour de Jordan Harris. Le 28 septembre 2024, lors d'un match préparatoire face aux Maple Leafs, il subit une entorse au genou gauche. Il rate les 24 premiers matchs de la saison et revient au jeu le 3 décembre après 355 jours d'absence dans la LNH.
À son premier match avec les Canadiens, il compte un but contre les Islanders de New York et les siens l'emportent 2-1,. Deux semaines plus tard, il réussit un tour du chapeau contre les Sabres de Buffalo, son 11e en carrière. Les trois buts étant inscrits en avantage numérique, il devient le premier joueur dans l'histoire du tricolore à compter ses six premiers buts sur le jeu de puissance. En comptant un but à cinq contre cinq face au Club de hockey de l'Utah le 14 janvier 2025, le record s'arrête à neuf buts.

### Carrière internationale
Il représente la Finlande au niveau international. Il prend part aux sélections jeunes. Le 11 février 2016, il honore sa première sélection senior face à la Suède lors d'un match de l'Euro Hockey Tour. Laine a également fait partie de l'équipe finlandaise lors de la Confrontation des 4 nations de la LNH, en février 2025.

## Statistiques

### En club
| Saison     | Équipe                   | Ligue      |     | Saison régulière | Saison régulière | Saison régulière | Saison régulière | Saison régulière |   | Séries éliminatoires | Séries éliminatoires | Séries éliminatoires | Séries éliminatoires | Séries éliminatoires |
| Saison     | Équipe                   | Ligue      | PJ  | B                | A                | Pts              | Pun              | PJ               | B | A                    | Pts                  | Pun                  |                      |                      |
| 2014-2015  | Tappara Tampere          | LdC        | 3   | 1                | 0                | 1                | 4                | -                | - | -                    | -                    | -                    |                      |                      |
| 2014-2015  | Tappara Tampere          | Liiga      | 6   | 0                | 1                | 1                | 2                | -                | - | -                    | -                    | -                    |                      |                      |
| 2014-2015  | LeKi Lempäälä            | Mestis     | 36  | 5                | 7                | 12               | 14               | 2                | 0 | 0                    | 0                    | 2                    |                      |                      |
| 2015-2016  | Tappara Tampere          | LdC        | 8   | 2                | 2                | 4                | 4                | -                | - | -                    | -                    | -                    |                      |                      |
| 2015-2016  | Tappara Tampere          | Liiga      | 46  | 17               | 16               | 33               | 6                | 17               | 9 | 5                    | 14                   | 6                    |                      |                      |
| 2016-2017  | Jets de Winnipeg         | LNH        | 73  | 36               | 28               | 64               | 26               | -                | - | -                    | -                    | -                    |                      |                      |
| 2017-2018  | Jets de Winnipeg         | LNH        | 82  | 44               | 26               | 70               | 24               | 17               | 5 | 7                    | 12                   | 4                    |                      |                      |
| 2018-2019  | Jets de Winnipeg         | LNH        | 82  | 30               | 20               | 50               | 42               | 6                | 3 | 1                    | 4                    | 0                    |                      |                      |
| 2019-2020  | Jets de Winnipeg         | LNH        | 68  | 28               | 35               | 63               | 22               | 1                | 0 | 0                    | 0                    | 0                    |                      |                      |
| 2020-2021  | Jets de Winnipeg         | LNH        | 1   | 2                | 1                | 3                | 4                | -                | - | -                    | -                    | -                    |                      |                      |
| 2020-2021  | Blue Jackets de Columbus | LNH        | 45  | 10               | 11               | 21               | 21               | -                | - | -                    | -                    | -                    |                      |                      |
| 2021-2022  | Blue Jackets de Columbus | LNH        | 56  | 26               | 30               | 56               | 24               | -                | - | -                    | -                    | -                    |                      |                      |
| 2022-2023  | Blue Jackets de Columbus | LNH        | 55  | 22               | 30               | 52               | 16               | -                | - | -                    | -                    | -                    |                      |                      |
| 2023-2024  | Blue Jackets de Columbus | LNH        | 18  | 6                | 3                | 9                | 6                | -                | - | -                    | -                    | -                    |                      |                      |
| 2024-2025  | Canadiens de Montréal    | LNH        | 52  | 20               | 13               | 33               | 14               | 2                | 0 | 1                    | 1                    | 2                    |                      |                      |
| Totaux LNH | Totaux LNH               | Totaux LNH | 532 | 224              | 197              | 421              | 199              | 26               | 8 | 9                    | 17                   | 6                    |                      |                      |

### En équipe nationale
| Année | Équipe           | Compétition                  |    | PJ | B | A  | Pts | Pun | +/-               |  | Résultat |
| 2015  | Finlande -18 ans | Championnat du monde -18 ans | 7  | 8  | 3 | 11 | 0   | +6  | Médaille d'argent |  |          |
| 2016  | Finlande junior  | Championnat du monde junior  | 7  | 7  | 6 | 13 | 6   | +8  | Médaille d'or     |  |          |
| 2016  | Finlande         | Championnat du monde         | 10 | 7  | 5 | 12 | 4   | +4  | Médaille d'argent |  |          |
| 2016  | Finlande         | Coupe du monde               | 3  | 0  | 0 | 0  | 0   | -1  | 8e place          |  |          |
| 2025  | Finlande         | Confrontation des 4 nations  | 3  | 0  | 3 | 3  | 0   | +1  | 4e place          |  |          |

## Trophées et honneurs personnels

### Championnat du monde moins de 18 ans
- 2014-2015 : 
  - termine meilleur buteur
  - nommé dans l'équipe d'étoiles

### Championnat du monde junior
- 2015-2016 :
  - champion du monde junior
  - termine meilleur buteur
  - nommé dans l'équipe d'étoiles

### Championnat du monde
- 2015-2016 :
  - meilleur joueur
  - meilleur attaquant
  - nommé dans l'équipe d'étoiles

### Liiga
- 2015-2016 :
  - remporte le trophée Jari-Kurri
  - remporte le trophée Jarmo-Wasama

### Ligue nationale de hockey
- 2016-2017 : 
  - sélectionné dans l'équipe d’étoiles des recrues[14]
  - participe au 62e Match des étoiles de la LNH
  - nommé recrue du mois de février en 2017